# ریاض احمد گوهر شاهی
ریاض احمد گوهر شاهی (به اردو: ریاض احمد گوهر شاہی) (۲۵ نوامبر، ۱۹۴۱ - ۲۵ نوامبر، ۲۰۰۱) یک مسلمان صوفی، نویسنده، رهبر روحی بنیادگذار جنبش روحانی انجمن سرفروشان الاسلام بود. گوهر شاهی در یکی از روستاهای راولپندی شبه قاره هند به دنیا آمد.

## نام
نام کامل وی ریاض احمد گوهر شاهی است. ریاض به معنی باغ، و احمد یکی از نام‌های محمد، پیامبر اسلام است. گوهر شاهی که نام خانوادگی اوست به معنی «سنگ قیمتی سلطنتی» است.
گوهر شاهی نسل پنجم از صوفی باباگوهرعلی شاه است.

## آثار
- روحانی سفر
- مناره نور
- روشناش
- تخفةالمجالس
- دین الهی